# Pere Posa
Pere Posa (?, s. XV - Barcelona, 1506) fue un clérigo, librero e impresor catalán. Fue el primer catalán a dedicarse al arte de imprimir libros.

## Vida y obra

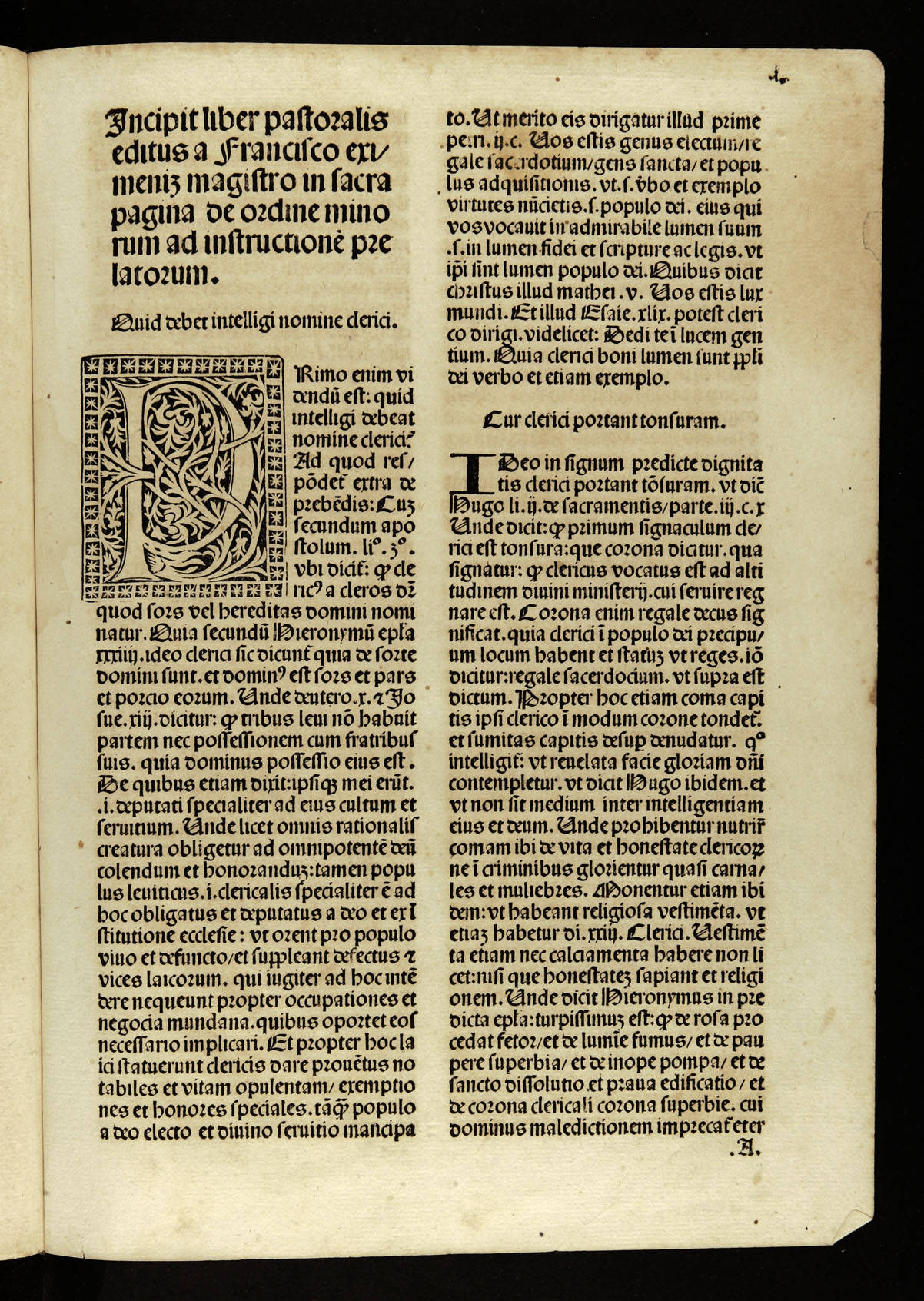
Incipit del incunable Pastorale de Francesc Eiximenis impresa a Barcelona por Posa el 5 de diciembre de 1495

Pere Posa fue presbítero de la iglesia de Sant Jaume (entonces situada a la actual plaza de Sant Jaume de Barcelona), mayoral de la cofradía de la Trinidad (1505) y rector de la parroquia de Talamanca.
Si bien Pere Posa no fue el primer impresor establecido en Cataluña, puesto que los alemanes Joan de Salzburgo y Pau de Constanza (o Pablo Hurus) publicaron el primer libro impreso en Barcelona (y con fecha segura) el 13 de diciembre de 1475 (los Rudimenta Grammaticae de Nicolau Perotto) es considerado el primer impresor de origen catalán.
Se asoció con Pere Brun, saboyano con quien, conjuntamente, imprimió la Vida del Rei Alexandre en catalán, entre otras obras. La sociedad con Pere Brun duró poco, y Pere Posa continuó en solitario su tarea de impresor, adquiriendo pronto  prestigio y situándose en los primeros lugares de entre los profesionales del nuevo arte. Es bastante probable que en 1481 fuera el impresor de la Sentencia real de Ferran II a la primera corte de Barcelona, en latín.
El año 1482 Pere Posa estableció su taller en la calle de la Boqueria, junto a la iglesia del Pino, y empezó a mostrarse como un maestro del nuevo arte. Este mismo año imprimió lo obra Imitación de Jesucristo de Joan Gerson, libro que se convirtió en referencia artística, puesto que fue el primero que se imprimió con una orla xilogràfica e iniciales tipográficas también hechas con xilografía. Posa destacó rápidamente por la calidad de sus trabajos. Superó en este punto los mismos impresores alemanes, no solo por la introducción de los adelantos en la utilización de enseres y materiales tipográficos, sino sobre todo por la corrección y la pulcritud de los trabajos que publicaba, los temas de los cuales dominaba, como integrante de la iglesia, de sacerdote y por el conocimiento de las lenguas latina, catalana y castellana.
En el mismo año 1482 publicó la obra Suma del Arte de Arismètica de Francesc Santcliment, la primera obra de aritmética mercantil impresa en Cataluña y también en el marco ibérico. Seguidor de Ramon Llull, Pere Posa editó varias obras del gran filósofo mallorquín: el Ars magna (1501), la Apostrophe (1504) y la Arbor scientiae(1505). También editó el Pastorale de Francesc Eiximenis el 5 de diciembre de 1495.
Hasta 1505 la imprenta de Posa fue considerada como la más activa de Barcelona, y produjo más de treinta libros como Phoce Grammatici te Summi oratoris, el Consulado del Mar (1494) o los Quesits o perquens de Girolamo Manfredi, si bien atribuyéndolos erróneamente a Alberto Magno (1499), entre otros. A lo largo de este tiempo, sus ediciones fueron siempre limpias y correctas en el fondo y en la forma, hasta que a los últimos años, sobre todo debido a las numerosas reimpresiones, la pulcritud decayó notablemente. 
Pere Posa murió en Barcelona el 1506, dejando el obrador tipográfico a su sobrino, denominado también Pere Posa, menor de edad, que desde 1518 continuó la tarea de su tío.